# Kala Savage
Kala Lynn Savage (Glencoe, Illinois, 16 de octubre de 1978) es una actriz estadounidense miembro de la banda musical "Biirdie".

## Primeros años
Es la hermana mayor del actor Ben Savage y la hermana menor del actor y director Fred Savage, conocido por la serie The Wonder Years desde 1988 hasta 1993. Hija de Joanne y Lewis Savage,  quién era un corredor de bienes raíces industriales y consultor. Sus abuelos eran inmigrantes judíos de Polonia, Ucrania, Alemania, y Letonia. Se crio bajo la religión de Judaísmo reformista.

## Carrera
Hizo un pequeño cameo en la película Little Monsters, en la que trabajaban sus hermanos. Es miembro desde 2005, de la banda "Biirdie", con su esposo Jared Flamm y Gowen Richard.